# Пам'ять шахтарям Кузбасу
Па́м'ять шахтаря́м Кузба́су (рос. Память шахтёрам Кузбасса) — пам'ятник в місті Кемерово Російської Федерації, присвячений загиблим шахтарям. Скульптуру Ернста Неізвєстного відкрито 2003 року на території музею-заповідника «Червона Гірка» (рос. Красная Горка) на вершині пагорба, що підноситься над містом і річкою Томь. Адміністрація Кемеровської області надала пам'ятникові статус архітектурно-історичного символу регіону.
Задум щодо втілення в камені величі і героїзму праці гірників народився на Кузбасі ще у середині XX століття. 1969 року Рада міністрів РРФСР ухвалила рішення про створення в Кемерові пам'ятника «Шахтарська слава», проте за роки соціалізму воно залишалося на папері. Ернст Неізвєстний узявся за втілення ідеї пам'ятника загиблим шахтарям на прохання Амана Тулєєва, багаторічного керівника регіону. Як говорив сам скульптор, художня ідея монумента виникла у нього миттєво, після слів губернатора про те, що «в кожній палаючій лампочці знаходиться крапля крові шахтаря».
Ернст Неізвєстний запропонував вибрати для пам'ятника піднесене місце віддаля середмістя, щоб людям до нього треба було їхати цілеспрямовано, а не просто проходити мимо. Воно було визначено зі змістом: саме на Червоній Горі 1721 року було розвідано перше кам'яне вугілля, що дало початок Кузбасу і місту Кемерово. Бронзову статую шахтаря відлили у Сполучених штатах Америки і доставили в Росію морем. Відкриття пам'ятника 28 березня 2003 року із участю його автора приурочили до професійного свята — Дня шахтаря.
Бронзову скульптуру заввишки 7 метрів і масою 5 тонн встановлено на постаменті з чорного граніту. Постать шахтаря зі втомленим обличчям символічно встає з вугільної брили, правою рукою спершись на відбійний молоток, а ліву зі шматком кам'яного вугілля піднісши до грудей. Палаюче серце його — це одночасно топка, де вночі запалюється червоне полум'я, яке символізує кров, пролиту за «чорне золото».
Монумент є традиційним для естетики Ернста Неізвєстного — великомасштабний, виразистий і глибоко символічний, він викликає трепет і будить думу. Пам'ятник сприймається продовженням і розвитком цілого ряду героїчних образів скульптора — Мертвого солдата, Прометея. Маски коло поду постаті перегукуються з Масками Скорботи в Магадані і Єкатеринбурзі, створюючи (разом з невідбутим пам'ятником у Воркуті) символічний «хрест скорботи».
«Цей монумент не жертвам. Самовіддана, жертовна праця? Так. Але головний пафос тут — опір. Героїка найтяжчої і найнебезпечнішої праці, яку не дарма прирівнюють до ратної».Оригінальний текст (рос.)
«Этот монумент не жертвам. Самоотверженный, жертвенный труд? Да. Но главный пафос здесь — сопротивление. Героика тяжелейшего и опаснейшего труда, который не зря приравнивают к ратному».— Ернст Неізвєстний